# Cristoforo I di Alessandria
Papa Cristoforo I (... – 841), è stato papa e patriarca greco-ortodosso di Alessandria e di tutta l'Africa tra l'817 e l'841.
È riportato che subì una paralisi poco dopo la sua elezione e che fu quindi coadiuvato da un vescovo di nome Pietro (Petros) che ne faceva le veci.  Partecipò al sinodo di Gerusalemme dell'836 contro l'iconoclastia.